# 湯田村駅
湯田村駅（ゆだむらえき）は、広島県福山市神辺町字徳田にある西日本旅客鉄道（JR西日本）福塩線の駅である。

## 歴史
1914年（大正3年）に両備軽便鉄道の湯田村停留所として開設。1933年（昭和8年）に湯田村駅に改称し、現在に至る。

### 年表
- 1914年（大正3年）7月21日：両備軽便鉄道の湯田村停留所として開設[2]。
- 1926年（大正15年）6月26日：両備軽便鉄道が両備鉄道に改称。
- 1933年（昭和8年）
  - 9月1日：両備鉄道両備福山 - 府中町間が鉄道省福塩線として国有化[2]。同時に湯田村駅に昇格[2]。
  - 11月15日：福塩北線開通に伴い、それまでの福塩線が福塩南線に改称、当駅もその所属となる。
- 1938年（昭和13年）7月28日：福山 - 塩町間全通。福塩南線が福塩線の一部となり、当駅もその所属となる。
- 1959年（昭和34年）2月20日：貨物取扱廃止[2]。
- 1970年（昭和45年）12月10日：荷物扱い廃止[3]、無人駅化[4]。
- 1971年（昭和46年）2月25日：終日無人駅化[5]。
- 1987年（昭和62年）4月1日：国鉄分割民営化に伴い、JR西日本の駅となる[2]。

## 駅構造

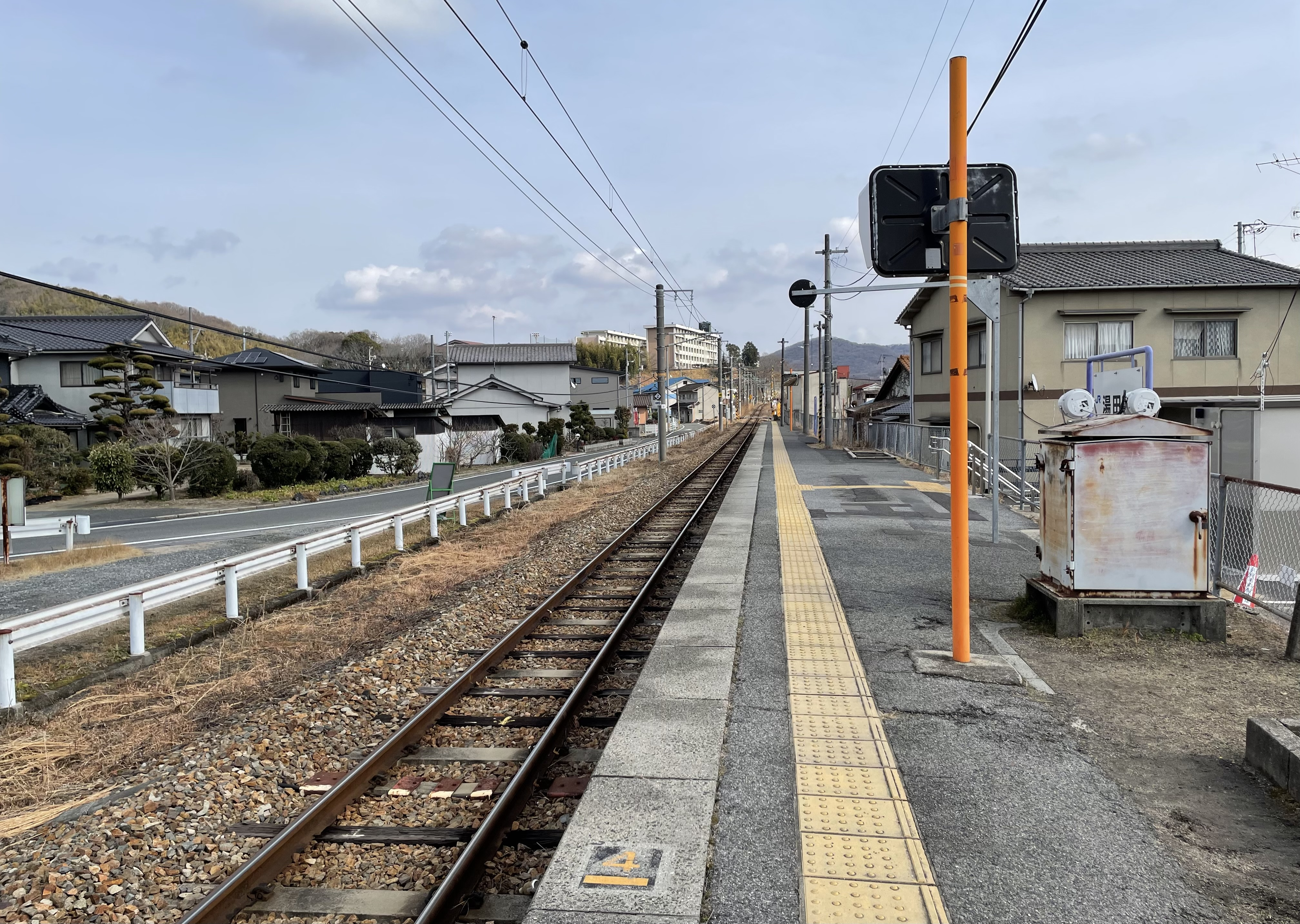
ホーム（2025年2月）

府中方面に向かって左側に単式ホーム1面1線を有する地上駅（停留所）。棒線駅のため、福山方面行・府中方面行が同一ホームを共用する。
福山駅管理の無人駅。駅舎は無く、直接ホームに入る形となっていたが、2024年にホーム上の屋根とベンチが撤去され、代替としてホーム下に簡易駅舎が設置された。また同時期に便所が撤去された。
自動券売機が設置された当初は、ホーム上にレシート状の乗車券を発券するタイプが設置されていたが、岡山地区でのICOCAおよび自動改札機の導入に合わせてJR西日本テクシア製のUT50型となった。但し当駅からのICOCA利用は出来ないため、ICOCAを装填するホルダーと2,000円以上の高額紙幣対応は省かれている。
その後券売機は簡易駅舎内に移設されたが、2024年7月3日の新紙幣発行後も、同日時点では券売機の更新が遅れているため、当面は新紙幣に対応できないことと、新紙幣しか所持していない場合は車内または着駅で申し出る旨の案内を掲示している。
近年、駅構内照明設備が充実した。

## 利用状況
近年の1日平均乗車人員の推移は以下の通り。
| 年度               | 1日平均 乗車人員 |
| ------------------ | ---------------- |
| 2001年（平成13年） | 652              |
| 2002年（平成14年） | 636              |
| 2003年（平成15年） | 661              |
| 2004年（平成16年） | 616              |
| 2005年（平成17年） | 608              |
| 2006年（平成18年） | 573              |
| 2007年（平成19年） | 585              |
| 2008年（平成20年） | 611              |
| 2009年（平成21年） | 605              |
| 2010年（平成22年） | 652              |
| 2011年（平成23年） | 678              |
| 2012年（平成24年） | 688              |
| 2013年（平成25年） | 767              |
| 2014年（平成26年） | 718              |
| 2015年（平成27年） | 746              |
| 2016年（平成28年） | 775              |
| 2017年（平成29年） | 822              |
| 2018年（平成30年） | 827              |
| 2019年（令和元年） | 842              |

## 駅周辺
- 広島県立神辺旭高等学校
- 福山市立神辺西中学校
- 福山市立湯田小学校
- 福山市かんなべ市民交流センター（福山市役所神辺支所）
- 福山市神辺文化会館
- 福山市かんなべ図書館
- 神辺郵便局
- ハローズ神辺店
- なかやま牧場ハート新徳田店
- 神辺スポーツセンター
- 国道486号
- 広島県道393号粟根神辺線

## 隣の駅
西日本旅客鉄道（JR西日本）
 福塩線
神辺駅 - 湯田村駅 - 道上駅